# Твана (язык)
Твана (Skokomish, Twana) — мёртвый индейский язык, принадлежащий салишской языковой семье, на котором раньше говорили скокомиши, которые проживают к востоку от города Пьюджет-Саунд штата Вашингтон в США. Также имеет диалекты кильсене и скокомиш. Последний говорящий на языке умер в 1980 году. В настоящее время говорят на английском языке.
Название "скокомиш" происходит от слова из твана sqʷuqʷóʔbəš, также пишется как sqWuqWu'b3sH, что означает "речные люди" или "народ реки".